# Атет
| R24 · D46 · X1 · X1 | P3 |

| R24 · D46 · X1 · X1 | P3 |

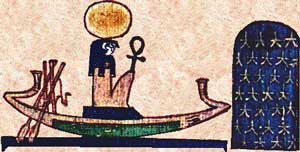
Човен, в якому Ра подорожує денним небом

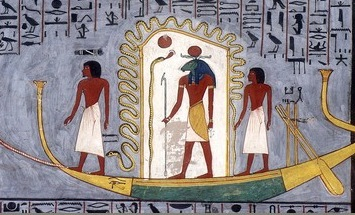
Човен, в якому Ра подорожує підземним світом

Атет (також відомий як човен Матет) — в єгипетській міфології один з двох човнів, в якій Ра з сонячним диском над головою щодня подорожував небом. У період з світанку до полудня Ра пливе вгору човном Атет. У період між полуднем і сутінками Ра подорожує човном Сектет, спускаючись все нижче. Вночі Ра вирушає в подорож підземним світом, в якому його чекають запеклі битви з його численними ворогами. У човнів Атет і Сектет є безліч різних назв, як і в бога Ра, якого іноді асоціюють з багатьма іншими божествами.